# 高橋幸
高橋 幸（たかはし さち、1994年〈平成6年〉10月8日 - ）は、日本のフリーアナウンサー。セント・フォース所属。

## 経歴・人物
東京都出身。聖心女子大学文学部国際交流学科卒業。学生時代には、スプラウトに所属していた。
2017年（平成29年）4月、KTS鹿児島テレビに入社。FNSアナウンス大賞の新人部門で奨励賞を受賞。2017年（平成29年）12月、鹿児島弁検定の初級学士に合格。2021年（令和3年）3月にKTS鹿児島テレビを退社。
同年4月よりセント・フォース所属のフリーアナウンサーとして活動。結婚して妊娠した事を機に、2023年（令和5年）3月31日をもってTBS NEWSのキャスターを卒業。
英検準1級。特技は、日本舞踊、暗記、即席料理。趣味は、ゴルフ、書道、茶道、菓子作り、射的、観劇。

## 過去の担当番組
- ナマ・イキVOICE（2017年9月2日 - 2021年3月27日）
- サチのかごしまリサーチ（2018年4月7日 - 2021年3月27日[3]）
- 3絶ハラペコグルメ〜絶品！絶景！絶食〜（2022年2月22日[注釈 1]、2022年2月26日[注釈 2]）
- TBS NEWS（2021年4月23日 - 2023年3月31日）